# Travsport i Norge
Travsport i Norge körs på 19 olika travbanor, som tillsammans har över 500 tävlingsdagar årligen.

## Tävlingar
Inom norsk travsport tävlas det i två klasser, en för kallblodshästar och en för varmblodshästar. Det tävlas även i ponnytrav och monté. Travsportens verksamhet innefattar även avel, samt handel med hästar. 
Det första travloppet i Norge kördes 1832 på fjordisen i Bjørvigen i Kristiania. Det första totalisatorloppet kördes 1928 på huvudbanan Bjerke Travbane i Oslo. Det Norske Travselskap (DNT)  bildades 1875 för att främja norsk hästavel och travsport, och är sedan 1903 norges centralförbund för all travsport. 

### Startmetoder
Tävlingar startas två olika sätt, antingen bakom en startbil med utfällbara vingar, likt nordamerikansk travsport, eller med voltstart. Bilstart är den vanligaste startmetoden i Norge.

## Större lopp

### Grupp 1-lopp
| Tidpunkt  | Lopp                     | Distans | Prissumma     | Kvalifikation     | Travbana  |
| --------- | ------------------------ | ------- | ------------- | ----------------- | --------- |
| Maj       | Forus Open               | 1600 m  | 300 000 NOK   | 3-åriga och äldre | Forus     |
| Maj       | Oslo Grand Prix          | 2100 m  | 2 870 000 NOK | 3-åriga och äldre | Bjerke    |
| Juli      | Ulf Thoresens Minneslopp | 2100 m  | 1 540 000 NOK | 3-åriga och äldre | Jarlsberg |
| September | Norskt Trav-Kriterium    | 2100 m  | 1 680 000 NOK | 3-åriga hingstar  | Bjerke    |
| September | Norskt Travderby         | 2600 m  | 2 180 000 NOK | 3-åriga hingstar  | Bjerke    |

### Grupp 2-lopp
- Habibs Minneslopp
- Klosterskogen Grand Prix
- Europamatchen
- Energima Cup
- Axel Jensens Minneslopp
- Jarlsberg Grand Prix

## Travbanor

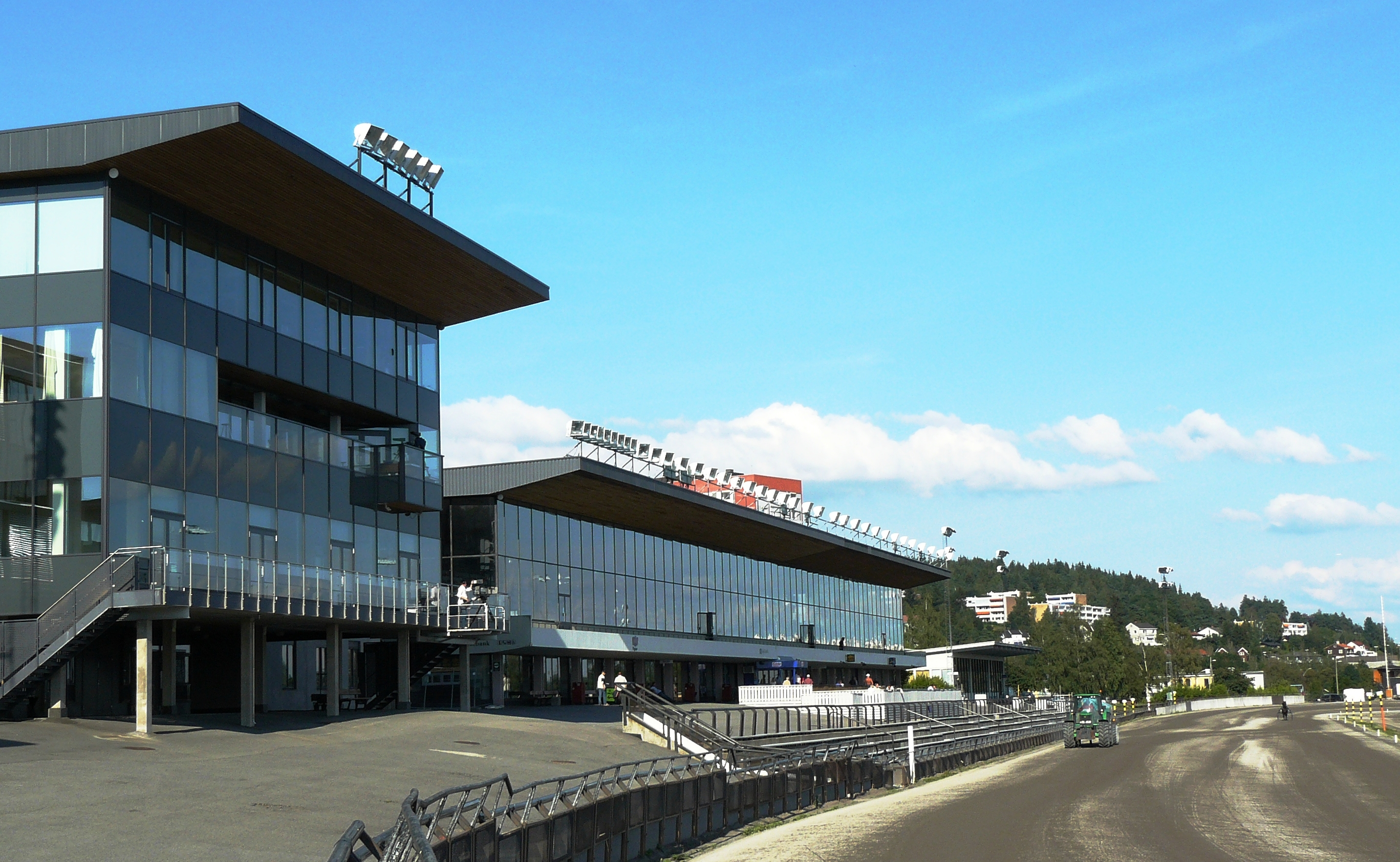
Norges huvudbana, Bjerke Travbane utanför Oslo

| Travbana      | Ort           | Öppnad            | Dagar  | Längd  | Upplopp | Open stretch | Ref.  |
| ------------- | ------------- | ----------------- | ------ | ------ | ------- | ------------ | ----- |
| Bergen        | Bergen        |                   | 48 st  |        |         | Nej          |       |
| Biri          | Gjøvik        | 1985              | 39 st  | 1000 m | 180 m   | Nej          | [ 1 ] |
| Bjerke        | Oslo          | 1928              | 115 st | 1000 m | 200 m   | Nej          | [ 2 ] |
| Bodø          | Bodø          |                   | 5 st   |        |         | Nej          |       |
| Drammen       | Drammen       | 1955, stängd 2019 | 42 st  | 800 m  | N/A     | Nej          | [ 3 ] |
| Forus         | Stavanger     |                   | 41 st  |        |         | Nej          |       |
| Harstad       | Harstad       | 1995              | 31 st  | 970 m  | 154 m   | Nej          | [ 4 ] |
| Haugaland     | Karmøy        |                   | 1 st   |        |         | Nej          |       |
| Jarlsberg     | Tønsberg      | 1935              | 42 st  | 1000 m | 200 m   | Nej          | [ 5 ] |
| Kala          | Sarpsborg     |                   | 1 st   |        |         | Nej          |       |
| Klosterskogen | Skien         | 1920              | 37 st  | 800 m  | 220 m   | Nej          | [ 6 ] |
| Kongsvinger   | Kongsvinger   |                   | 1 st   |        |         | Nej          |       |
| Leangen       | Trondheim     | Stängd 2022       | 52 st  |        |         | Nej          |       |
| Magnor        | Eidskog       |                   | 1 st   |        |         | Nej          |       |
| Momarken      | Indre Østfold | 1920              | 40 st  | 1000 m | 240 m   | Nej          | [ 7 ] |
| Nossum        | Levanger      |                   | 1 st   |        |         | Nej          |       |
| Orkdal        | Orkdal        |                   | 2 st   |        |         | Nej          |       |
| Sørlandet     | Kristiansand  | 1988              | 34 st  | 100 m  | 200 m   | Nej          | [ 8 ] |
| Tromsø        | Tromsø        |                   | 2 st   |        |         | Nej          |       |

## Kända norska travhästar
- Alm Svarten
- Atom Vinter
- Bork Rigel
- Cokstile
- Ferrari B.R.
- Lionel N.O.
- Moe Odin
- Papagayo E.
- Rex Rodney
- Shan Rags
- Spikeld
- Steinlager
- Tekno Odin

## Kända norska travkuskar
- Göran Antonsen
- Atle Hamre
- Frode Hamre
- Kenneth Haugstad
- Kjell Håkonsen
- Lars Anvar Kolle
- Trond Smedshammer
- Ulf Thoresen